# Вентильний електродвигун

Принцип роботи трифазного вентильного двигуна

Ве́нтильний електродвигу́н — тип синхронної машини, реалізований в замкнутій системі з використанням датчика положення ротора, системи керування (перетворювача координат) і силового напівпровідникового перетворювача. Часто їх також називають безконтактними (безколекторними) двигунами постійного струму або оберненою машиною постійного струму.

## Опис ВД
Цей тип двигуна створений з метою поліпшення властивостей двигунів постійного струму.
У вентильному двигуні (ВД) індуктор знаходиться на роторі (у вигляді постійних магнітів), якірна обмотка знаходиться на статорі. Напруга живлення обмоток двигуна формується залежно від положення ротора. Якщо в двигунах постійного струму для цієї мети використовувався колектор, то у вентильному двигуні його функцію виконує напівпровідниковий комутатор.
Основною відмінністю ВД від синхронного двигуна є його самосинхронізація за допомогою ДПР, внаслідок чого у ВД, навпаки, частота обертання поля пропорційна частоті обертання ротора, а частота обертання ротора залежить від напруги живлення.

### Статор
Статор має традиційну конструкцію і схожий на статор асинхронного двигуна. Він складається з корпусу, осердя з електротехнічної сталі і мідної обмотки укладеної в пази по периметру осердя. Кількість обмоток визначає кількість фаз двигуна. Звичайно це трифазні, рідше чотирифазні двигуни.
За способом укладання витків в обмотки статора розрізняють двигуни, що мають зворотню електрорушійну силу трапецоїдної і синусоїдальної форми. За способом живлення фазний електричний струм у відповідних типах двигуна також змінюється трапецієподібно або синусоїдально.

### Ротор
Ротор виготовляється з використанням постійних магнітів і має звичайно від двох до восьми пар полюсів з чергуванням північного і південного полюсів.
Спочатку використовувалися феритові магніти для виготовлення ротора. Вони поширені і дешеві, але їм властивий недолік у вигляді низького рівня магнітної індукції. Зараз одержують популярність магніти рідкісноземельних сплавів оскільки вони дозволяють отримати високий рівень магнітної індукції і зменшити розмір ротора.
В двигунах великої потужності замість постійного магніту на роторі використовується електромагніт. Напруга живлення до нього подається через контактні кільця встановлені на роторі.

### Датчик положення ротора
Датчик положення ротора (ДПР) реалізує зворотний зв'язок за положенням ротора, виконує ту ж функцію, що і колектор в двигуні постійного струму. Його робота може бути заснована на різних принципах — фотоелектричний, індуктивний, на ефекті Холла і т. д. Найбільшу популярність отримали давачі Холла і фотоелектричні, оскільки вони практично безінерційні і дозволяють позбутися запізнення в каналі зворотного зв'язку за положенням ротора.
Фотоелектричний датчик в класичному вигляді містить три нерухомі фотоприймачі, які по черзі закриваються шторкою, що обертається синхронно з ротором. Це показано на малюнку. Двійковий код, що одержується з ДПР фіксує шість різних положень ротора. Сигнали давачів перетворюються керуючим пристроєм в комбінацію керуючих напруг, які керують силовими ключами, так, що в кожний такт (фазу) роботи двигуна включені два ключі і до мережі підімкнені послідовно дві з трьох обмоток якоря. Обмотки якоря U, V, W розташовані на статорі із зсувом на 120° і їх початки і кінці з'єднані так що при перемиканні ключів створюється обертове магнітне поле.

### Система керування ВД
Система керування містить силові ключі, часто тиристори або силові транзистори з ізольованим затвором. З них збирається інвертування напруги або інвертування струму. Система керування ключами звичайно реалізується на основі використання мікроконтролера. Наявність мікропроцесора вимагає велику кількість обчислювальних операцій з керування двигуна.
[ред.]

### Принцип роботи ВД
Принцип роботи ВД, ґрунтується на використанні давача положення ротора (ДПР), перетворювача координат і силового напівпровідникового перетворювача. Вони спільно формують на обмотках статора машини фазні напруги таким чином щоб результуючий вектор напруги завжди був зсунутий на кут 90° і нерухомий щодо осі магнітного поля ротора.
Комутація проводиться так, що потік збудження ротора — Ф0 підтримується постійним щодо потоку якоря. В результаті взаємодії потоку якоря і збудження створюється обертовий момент M, який прагне розвернути ротор так щоб потоки якоря і збудження збігалися, але при повороті ротора під дією ДПР відбувається перемикання обмоток і потік якоря повертається на черговий крок.
В цьому випадку і результуючий вектор струму буде зсунений і нерухомий щодо потоку ротора, що і створює момент на валу двигуна.
В руховому режимі роботи МРС статора випереджає МРС ротора на кут 90°, який підтримується за допомогою ДПР. В гальмівному режимі МРС статора відстає від МРС ротора, кут 90° так само підтримується за допомогою ДПР.
[ред.]

### Керування двигуном
Швидкість ВД регулюється величиною напруги, що підводиться до статора. На обмотки статора необхідно послідовно подавати напругу.
Регулювання напруги, що підводиться, до двигуна здійснюється за допомогою силових ключів. Окрім цього силові ключі регулюють напругу, що підводиться до двигуна за рахунок чого і здійснюється зміна швидкості на валу двигуна.
На відміну від щіткового електродвигуна постійного струму, комутація у ВД здійснюється і контролюється за допомогою електроніки, напр. електронного регулятора ходу.
Поширені системи керування, що реалізують алгоритми широтно-імпульсного регулювання і широтно-імпульсної модуляції при
керуванні ВД.
Система, що забезпечує найширший діапазон регулювання швидкості — у двигунів з векторним керування. За допомогою перетворювача частоти здійснюється регулювання швидкості двигуна і підтримка потокозчеплення в машині на заданому рівні.
Особливість регулювання електроприводу з векторним керуванням — контрольовані координати, зміряні в нерухомій системі координат перетворяться до системи, що обертається, з них виділяється постійне значення пропорційне складовим векторів контрольованих параметрів, по яких здійснюється формування керувальних дій, далі зворотний перехід.
Недоліком цих систем є складність керувальних і функціональних пристроїв для широкого діапазону регулювання швидкості.

### Переваги і недоліки ВД
Останнім часом, цей тип двигунів швидко набуває популярність, проникаючи в багато галузей промисловості. Знаходить застосування в різних сферах використовування: від побутових приладів до рейкового транспорту.

ВД з електронними системами керування часто об'єднують у собі найкращі якості безконтактних двигунів і двигунів постійного струму.
Переваги:

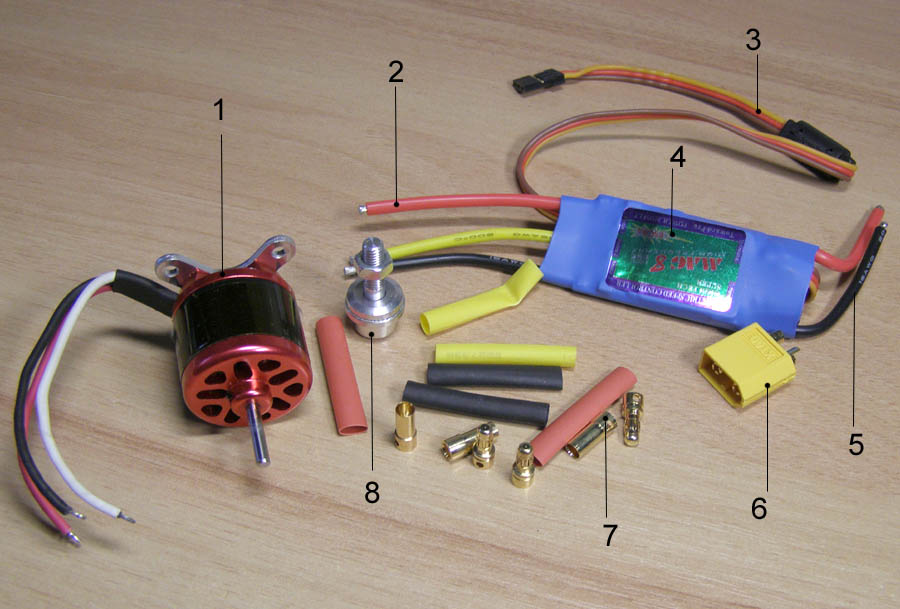
Безколекторний двигун для авіамоделей та електронний регулятор ходу 1—безколекторний електродвигун; 2—провода примикання двигуна 3—кабель примикання до приймача (подача сигналу); 4— електронний регулятор ходу; 5— провода примикання акумулятора; 6—ро́знім акумулятора; 7—контакти примикання двигуна; 8—муфта пропелера

- Висока швидкодія і динаміка, точність позиціонування
- Широкий діапазон зміни частоти обертання
- Безконтактність і відсутність вузлів, що вимагають техобслуговування — безколекторна машина
- Можливість використання у вибухонебезпечному і агресивному середовищі
- Велика перевантажувальна здатність по моменту
- Високі енергетичні показники (ККД понад 90 % і cosφ понад 0,95)
- Великий термін служби, висока надійність і підвищений ресурс роботи за рахунок відсутності ковзних електричних контактів
- Низький перегрів електродвигуна, при роботі в режимах з можливими перевантаженнями

Недоліки:
- Відносно складна система керування двигуном
- Висока вартість двигуна, обумовлена використовуванням дорогих постійних магнітів в конструкції ротора

## Застосування
Завдяки високій надійності та точній керованості, вентильні двигуни мають широке застосування: від комп'ютерних вентиляторів і CD / DVD-приводів до роботів і космічних ракет.
Широке застосування ВД знайшли в промисловості, в системах регулювання швидкості з великим діапазоном і високим темпом пусків, зупинок і реверсу; в авіаційній техніці. Особливо популярними безколекторні електродвигуни стали в моделізмі, ними оснащують різні радіокеровані авіа-, авто- та судомоделі.